# Dawa (Dargala)
Pour les articles homonymes, voir Dawa (homonymie).
Dawa est une localité du Cameroun située dans l'arrondissement de Dargala, le département du Diamaré et la région de l’Extrême-Nord, à presque 4 km de la ville de Maroua et  à environ 48 km de la ville de Maroua où se situe l'aéroport international de Maroua Salak. Elle fait partie du lawanat de Dargala.
Quelques villages proches : Gabagawol (4 km), Ouro Maloum (1,3 km), Ouro Yaya (2 km).

## Population
Lors du recensement de 2005, on y a dénombré 163 personnes.

## Scolarisation
Beaucoup d’enfants à l’âge de scolarisation ne vont pas à l’école. Les parents sont faiblement sensibilisés sur la scolarisation de la jeune fille. Cette situation est exacerbée par le piètre niveau de l’offre d’enseignement (manque d’enseignant, de salle de classe et de table banc, bas niveau des enseignants).
| Elève | Elève | Elève | Enseignant | Ratio élève/enseignant | Salle de classe | Table banc | Forage | Latrine |
| ----- | ----- | ----- | ---------- | ---------------------- | --------------- | ---------- | ------ | ------- |
| G     | F     | T     | Enseignant | Ratio élève/enseignant | Salle de classe | Table banc | Forage | Latrine |
| 125   | 79    | 204   | 02         | 102                    | 3               | 7          | 0      | 0       |